# Мазко, Григорий Филиппович
Григорий Филиппович Мазко — советский хозяйственный деятель, Герой Социалистического Труда.

## Биография
Родился в 1928 году на территории современной Харьковской области. Член КПСС.
Окончил курсы механизаторов.
В 1944—1988 годах — прицепщик, тракторист, механизатор, военнослужащий Советской армии, механизатор МТС, бригадир механизированной бригады колхоза имени Дзержинского Двуречанского района Харьковской области Украинской ССР.
Указом Президиума Верховного Совета СССР от 8 декабря 1973 года присвоено звание Героя Социалистического Труда с вручением ордена Ленина и золотой медали «Серп и Молот».
Делегат XXV съезда КПСС.
С 1989 года — персональный пенсионер союзного значения.
Жил в Харьковской области Украины.

## Награды и звания
- Герой Социалистического Труда (08.12.1973)
- Орден Ленина (08.12.1973)
- Орден Трудового Красного Знамени (30.04.1966, 08.04.1971)